# Assemblea nazionale (Polonia)
L'Assemblea nazionale (in polacco: Zgromadzenie Narodowe) è il Parlamento polacco; ha struttura bicamerale, articolandosi in Sejm (camera bassa) e Senato (camera alta).
Quando le camere si riuniscono in seduta comune, l'assemblea è presieduta dal maresciallo del Sejm o, se questi è assente, dal maresciallo del Senato.

## Storia
Negli anni 1922-1935 e 1989-1990, l'Assemblea nazionale eleggeva il presidente della Polonia con maggioranza assoluta dei voti. Nel 1935 questa modalità di elezione fu sostituita con un'Assemblea degli elettori, che consisteva del primo ministro, il capo della Giustizia, l'ispettore generale delle forze armate, ⅔ dei deputati del Camera dei deputati della Polonia e ⅓ dei senatori. Il Senato fu abolito nel 1946, così nel 1947 Bolesław Bierut fu eletto presidente dalla sola Camera dei deputati della Polonia. Non esistettero presidenti dal 1952 al 1989, quando il Senato fu reistituito e l'Assemblea nazionale elesse Wojciech Jaruzelski presidente.

## Funzioni
Dal 1990, il presidente è eletto dal popolo, ma deve ancora giurare davanti all'Assemblea nazionale, che è anche l'unico organo che può dichiarare l'incapacità permanente del presidente di proseguire nei suoi doveri, o condurre una procedura di accusa verso il presidente.
Dal 1992 al 1997 l'Assemblea nazionale approvò una nuova Costituzione, ratificata da un referendum il 25 maggio 1997.